# Jessica Meir
Jessica Meir, née le 1er juillet 1977 à Caribou dans l'État du Maine, est une astronaute de double nationalité américaine et suédoise.
Elle a été sélectionnée par la NASA en juin 2013 dans le groupe d'astronautes 21. Elle a effectué un séjour dans la Station spatiale internationale (ISS) du 25 septembre 2019 au 17 avril 2020 dans le cadre des expéditions 61 et 62. C'est la quinzième femme à s'être rendue dans l'ISS et la première qui a participé à une sortie extravéhiculaire entièrement féminine, avec Christina Koch.

## Biographie

### Origines
Son père Josef, né à Bagdad (Irak) en 1925, a suivi sa famille en Palestine en 1931, avant la création de l'État d'Israël. Il étudie la médecine à l'université américaine de Beyrouth, au Liban, avant de rentrer chez lui tandis qu'éclate la guerre israélo-arabe de 1948. Durant le conflit, il est ambulancier. Au terme de la guerre, il part à Genève, en Suisse, pour terminer sa formation. C'est là qu'il rencontre Ulla-Britt, la future mère de Jessica Meir, une infirmière suédoise, originaire de la ville de Västerås,,. D'où la double nationalité suédoise et américaine de Jessica Meir. Ils partent peu après s'installer aux États-Unis. Son père travaille d'abord à l'université Johns-Hopkins comme interne, puis dans le Maine où un poste lui a été proposé,,. De l'espace, Jessica Meir postera des photos d'Israël qu'elle dédie à la trajectoire de son père, « une source d'inspiration pour [sa] famille proche et plus éloignée ».

### Enfance
Jessica Meir est née le 1er juillet 1977 à Caribou, dans le Maine, ville de près de 8 000 habitants. C'est alors la plus jeune d'une fratrie de cinq enfants — quatre sœurs et un frère,. Elle a grandi dans une famille de confession juive peu pratiquante. Caribou ne possédant pas de synagogue, elle a fait sa Bat Mitsvah à Presque Isle. Selon sa mère, Jessica aurait exprimé le désir d'être astronaute dès l'âge de 5 ans.  Enfant, elle passait beaucoup de temps à l'extérieur, fascinée par les sciences et la nature. Le jour de l'accident de la navette spatiale Challenger, elle était devant la télévision à l'école dans sa classe primaire. À 13 ans, elle participe à des colonies de vacances en lien avec l'espace et organisées par l'université Purdue, qui a formé une vingtaine d'astronautes.

### Formation
En 1999, Jessica Meir sort diplômée en biologie à l'université Brown, où elle a rencontré le scientifique Kenneth Miller, qui l'a confortée dans son désir de suivre cette discipline. Son mémoire, intitulé Blood oxygen transport and depletion: The key of consummate divers, a été reçu avec mention. À l'université, elle s'était inscrite dans plusieurs clubs, notamment de vol et de plongée. Des compétences en pilotage et en plongée, qui ont, selon elle, plus tard favorisé sa candidature comme astronaute. La veille de sa remise de diplôme, elle rencontre l'astronaute John Glenn durant des festivités à l'université. À l'université Brown, elle poursuit un semestre d'études en Suède.
Souhaitant appliquer la biologie au domaine spatial, elle poursuit ses études en 1999 pendant un an en France, à Strasbourg, à l'International Space University. En septembre 2002, elle est membre d’équipage dans la base sous-marine Aquarius Reef Base, au large de Key Largo, pour la quatrième mission de la NASA Extreme Environment Mission Operations (NEEMO). Ce programme de la NASA est destiné à isoler des groupes de scientifiques dans un milieu clos dans le but d'étudier leurs comportements dans des conditions similaires à celles que rencontrerait un équipage d'un vaisseau spatial au cours d'un long séjour,. De 2002 à 2003, elle travaille au sein du laboratoire "Lockheed Martin’s Human Research Facility" au centre spatial Johnson de la NASA.
Entre 2007 et 2009, Jessica Meir est doctorante à l'Institut d'océanographie Scripps où elle étudie le comportement de plongée et la physiologie des manchots empereur en Antarctique,,. Elle obtient son doctorat à l'Institut d'océanographie Scripps en 2009. En 2011 et 2012, elle poursuit son activité au département de zoologie de l'université de la Colombie-Britannique à Vancouver,. Durant cette période, où elle s'intéresse à la physiologie des animaux vivant dans des environnements extrêmes, elle étudie aussi les éléphants de mer en Californie et les oies à tête barrée en Mongolie. Ses années de recherches lui ont permis de relever des « défis physiques et mentaux dont elle a toujours été en en quête », comme la plongée sous une surface d'eau gelée ou l'observation d'animaux depuis un tube suspendu dans la glace.

### Astronaute

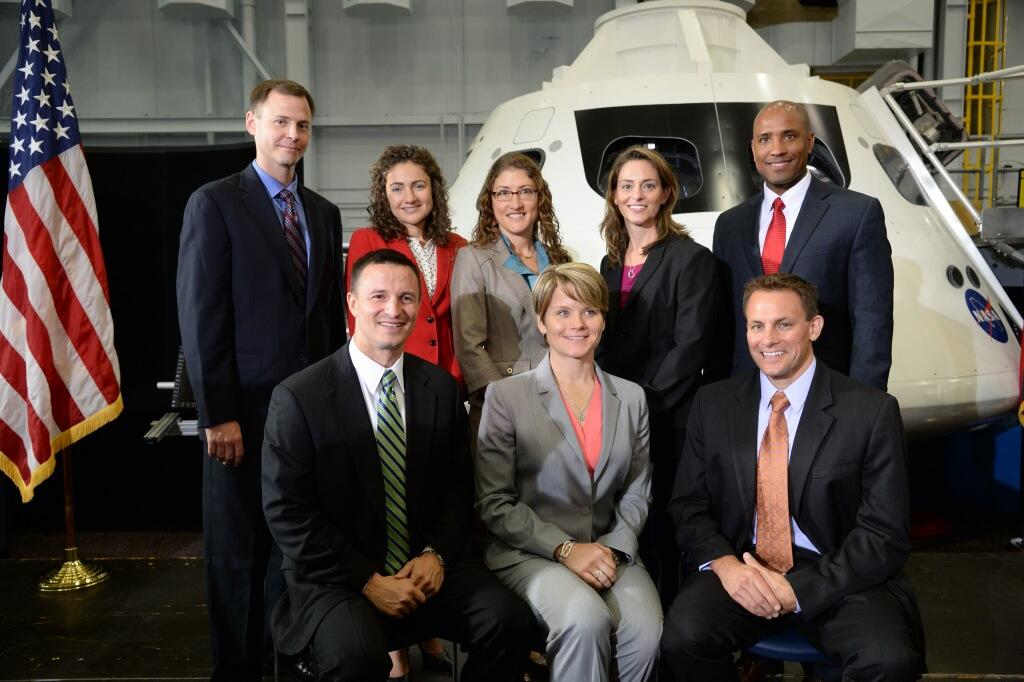
Le groupe d'astronautes 21 (Jessica Meir en veste rouge), le 20 août 2013, au Johnson Space Center, à Houston (Texas).

Jessica Meir est professeure assistante (Assistant Professor (en)) d'anesthésie à la Harvard Medical School au Massachusetts General Hospital de Boston en 2013 lorsqu'elle est sélectionnée par la NASA avec sept autres personnes,,. Elle avait fait une première candidature pour être astronaute en 2009. Mais celle-ci n'avait pas été acceptée, au grand regret de Jessica Meir. En juin 2013, à 35 ans, elle fait officiellement partie du Groupe d'astronautes 21 : huit personnes que la NASA a recrutées parmi plus de 6 000 candidatures. L'annonce que ce groupe a été constitué est faite publiquement le 17 juin par l'administrateur de la NASA Charles F. Bolden. Le 20 août, Jessica Meir est présentée pour la première fois avec son groupe lors d'une conférence de presse de la NASA, succédant au micro à Anne McClain, qui partira dans l'espace avant elle.

#### Entraînement
La formation de Jessica Meir commence fin août 2013 pour s'achever en juillet 2015. Son entraînement a consisté à prendre des cours de russe, à apprendre à piloter un avion militaire Northrop T-38 Talon, à manier un bras mécanique comme le Canadarm, à faire des grandes randonnées, à se rendre au Japon et en Allemagne pour connaître les modules de l'ISS. Après les deux années d'entraînement commun à tout le groupe d'astronautes 21, Jessica Meir occupe plusieurs fonctions au sein du Corps des astronautes de la NASA :  Capsule Communicator, notamment pour l'Expédition 47 (ISS), les missions BEAM et un HTV, le véhicule cargo de l'Agence spatiale japonaise, ainsi que communicateur de contrôle de mission pour deux sorties extravéhiculaires de la Station spatiale internationale. En 2016, elle a été membre d'équipage de la mission de spéléologie spatiale CAVES de l'Agence spatiale européenne (ESA) en Sardaigne, en Italie,. En avril 2019, elle est sélectionnée pour faire partie des expéditions 61 et 62. Elle réalise sa dernière interview avant de partir dans l'espace 4 septembre 2019. Il est prévu qu'elle réalise avec ses coéquipiers près de 250 expériences scientifiquement uniquement réalisables dans l'ISS. Dans ses bagages personnels, elle emporte un piccolo, un drapeau israélien et une paire de chaussettes imprimée de menorahs.

#### Expéditions 61/62

##### Décollage et voyage vers l'ISS

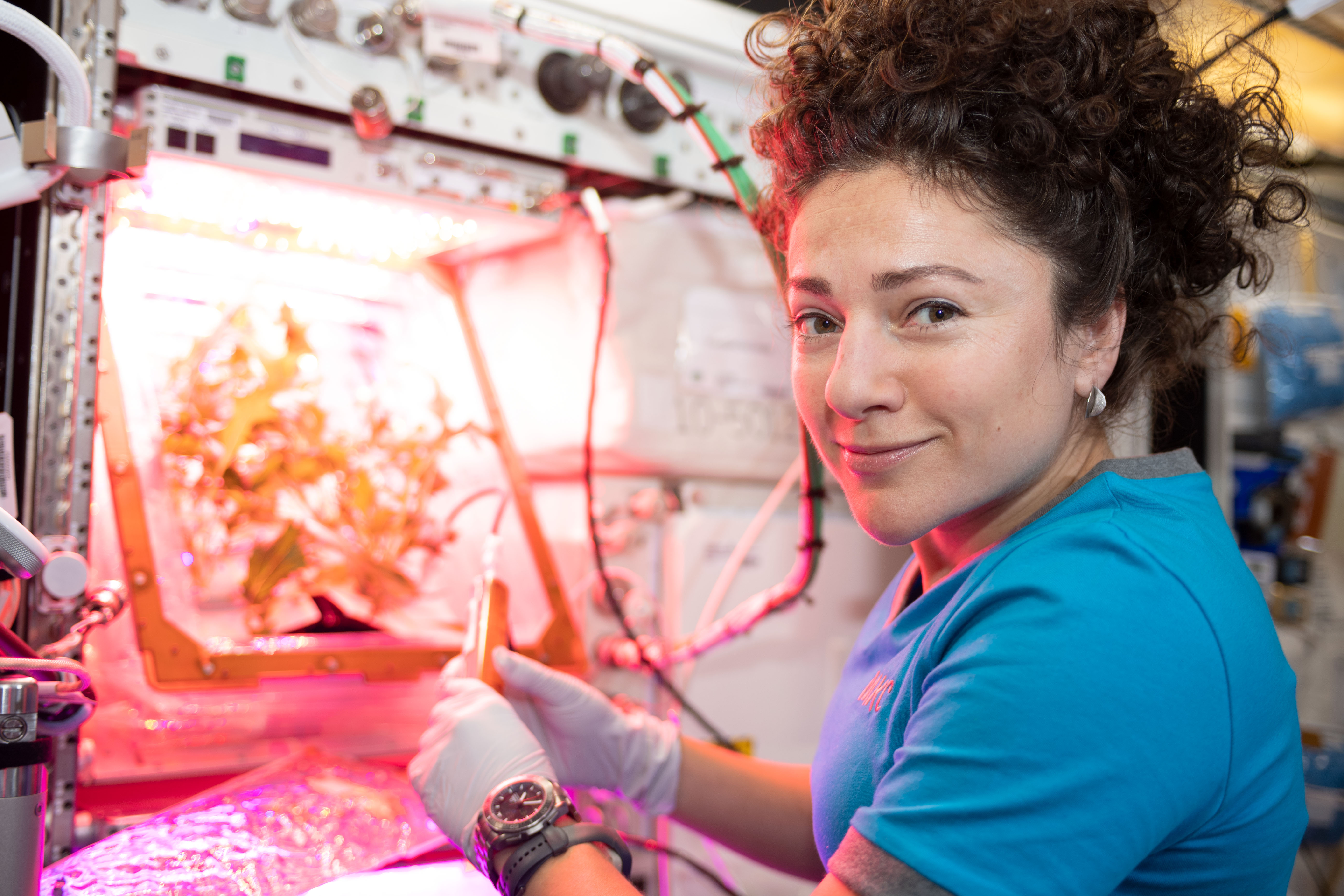
Jessica Meir hydratant des pousses de Mizuna dans le cadre d'une expérience.

Jessica Meir s'envole comme ingénieure de vol vers l'ISS le 25 septembre 2019 à bord du Soyouz MS-15, avec l'astronaute russe Oleg Skripotchka (commandant) et l'Emirati Hazza Al Mansouri (ingénieur de vol), pour participer aux expéditions 61 et 62. La fusée décolle du cosmodrome de Baïkonour à 18h57 et s'arrime à la station après six heures de vol et quatre tours d'orbite. Jessica Meir rentre sur Terre, comme prévu, le 17 avril 2020. Entre-temps, elle aura passé 205 jours dans l'espace, fait 3280 fois le tour de la Terre et parcouru la distance de près de 140 millions de kilomètres.

##### Déroulement

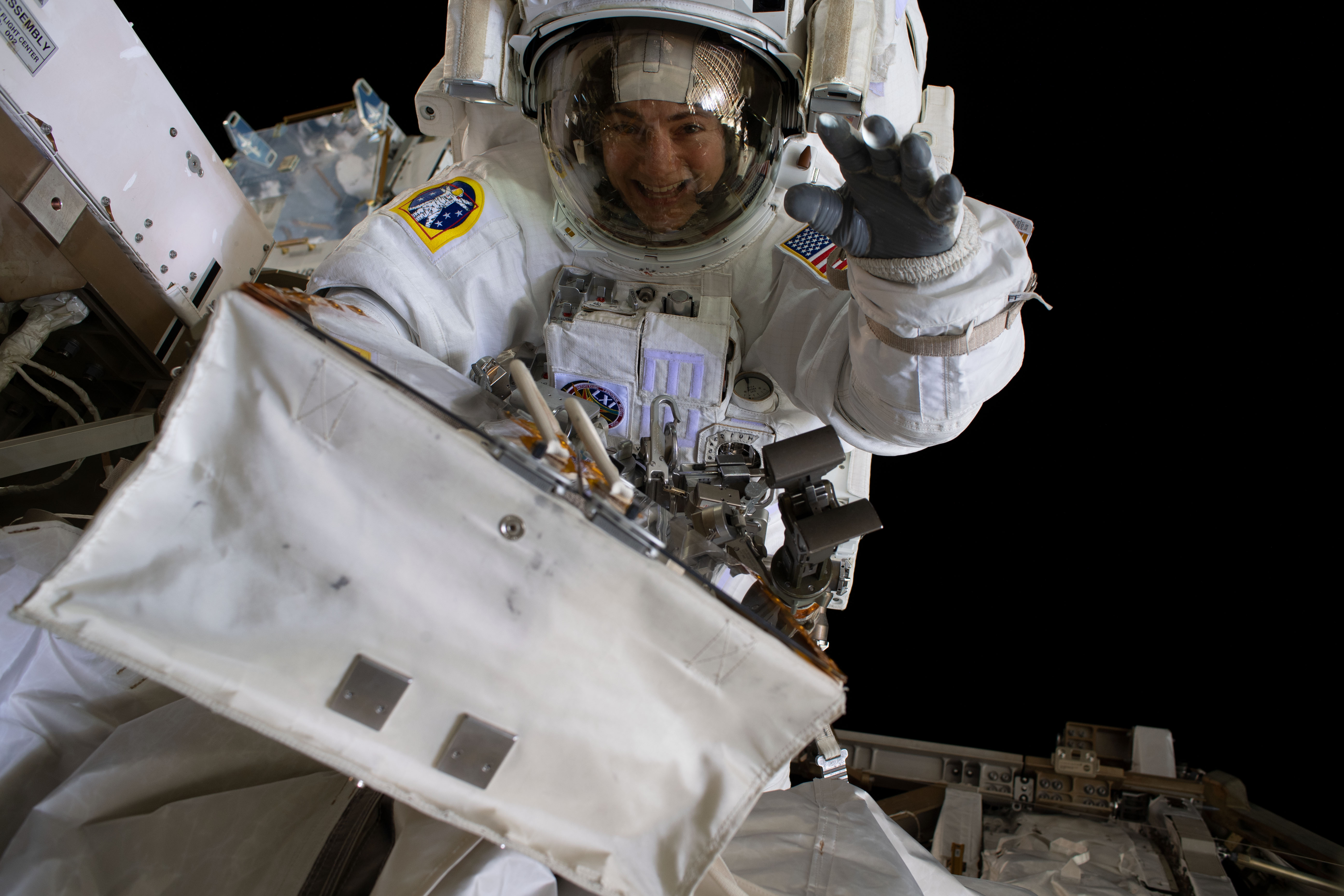
Jessica Meir à côté de l'ISS, lors de la première sortie extravéhiculaire entièrement féminine, le 18 octobre 2019.

Parmi ses travaux, elle étudie la poussée de mizuna pour étudier les effets de la lumière et de l'engrais en apesanteur sur cette plante. Quand elle a du temps libre, elle aime se rendre dans la coupole d'observation panoramique pour admirer la Terre. Entre son arrivée dans l'ISS et son retour sur Terre, une pandémie de Covid-19 s'est répandue sur la planète. De l'ISS, elle fournit des conseils sur la manière de rester rester sain de corps et d'esprit en étant confiné. Le 22 décembre, elle célèbre la Hanoucca en postant sur Twitter une photo de la Terre avec en premier ses chaussettes imprimées de chandelier et d'étoile de David. Le cliché est accompagné du message « Joyeux Hanoucca à tous ceux qui le fêtent sur Terre ».

##### Sorties extravéhiculaires
Le 18 octobre 2019, Jessica Meir est devenue la quinzième femme à sortir dans l'espace depuis le début de l'assemblage de l’ISS en 1998. Mais, surtout, elle participe avec Christina Koch à la première sortie extravéhiculaire dans l'espace entièrement féminine, après un demi-siècle de sorties uniquement masculines ou mixtes. La sortie, qui a duré 7 heures et 29 minutes (90 minutes de plus que prévu), avait pour but de remplacer une batterie de l'un des panneaux solaires de la station,. Durant la sortie, elles ont échangé quelques mots avec Donald Trump, qui les a félicitées. Le président américain s'est alors trompé en disant : « C'est la première fois qu'une femme sort de la station spatiale ». Une erreur poliment relevée par Jessica Meir : « Nous ne voulons pas prendre tous les honneurs pour nous puisqu'il y a déjà eu tant de femmes qui ont réalisé des sorties extravéhiculaires. C'est la première fois que deux femmes sont ensemble dehors ». Christina Koch et Jessica Meir ont effectué deux autres sorties ensemble, les 15 et 20 janvier 2020,. Jessica Meir se dit enthousiaste par cette féminisation de l'exploration spatiale.

##### Retour sur Terre
Pure coïncidence, son retour sur Terre a lieu le 17 avril 2020, soit cinquante ans jour pour jour après la rentrée en catastrophe de la mission Apollo 13. Jessica Meir atterrit dans les steppes du Kazakhstan, à bord d'une capsule avec Andrew Morgan et Oleg Skripotchka. Plus précisément au sud-est de la ville de Jezqazğan à 11h17 (heure locale). De là, elle est transportée à Baïkonur, avant de rejoindre la ville de Kyzylorda, puis de prendre un vol pour Houston. À son arrivée sur Terre, elle doit être maintenue en quarantaine pendant sept mois pour protéger son système immunitaire,.

#### Artemis
Le 9 décembre 2020, Jessica Meir est sélectionnée pour faire partie des dix-huit membres de l'équipe Artemis,. Elle fait ainsi partie des neuf astronautes qui sont susceptibles de devenir la première femme à marcher sur la Lune.

### Vie privée
Jessica Meir déclare qu'elle n'est pas « vraiment une personne religieuse », mais estime que son « origine culturelle juive » constitue « évidemment une grande partie de [sa] culture et surtout de [ses] traditions ».